# Norbert Sommerbauer
Norbert Sommerbauer (26 november 1969) is een Oostenrijkse schaker met een FIDE-rating van 2468 in 2006 en 2409 in 2016. Hij is, sinds 1999,  een internationaal meester (IM). 
In augustus 2005 speelde hij mee in het toernooi om het kampioenschap van Oostenrijk dat in Gmunden gespeeld werd. Hij eindigde met 6 punten uit 11 ronden op de zesde plaats.